# Darskowo (powiat drawski)
Darskowo (niem. Friedrichsdorf) – wieś sołecka w Polsce położona w województwie zachodniopomorskim, w powiecie drawskim, w gminie Złocieniec. W latach 1975–1998 miejscowość administracyjnie należała do województwa koszalińskiego. W roku 2007 wieś liczyła 323 mieszkańców i tym samym jest największą wsią gminy.

## Geografia
Wieś leży ok. 3,5 km na północny zachód od Złocieńca, ok. 700 m na wschód od rzeki Drawy, 1,7 km na północ od drogi krajowej nr 20 ze Stargardu do Gdyni.

## Zabytki i atrakcje turystyczne
Zabytki chronione prawem:
- barokowy kościół pw. św. Piotra i Pawła z 1788 r., nr rej. 227 z dnia 15 stycznia 1960 r. Kościół filialny, rzymskokatolicki należący do parafii pw. Wniebowzięcia Najświętszej Maryi Panny w Złocieńcu, dekanatu Drawsku Pomorskim, diecezji koszalińsko-kołobrzeskiej, metropolii szczecińsko-kamieńskiej, z obrazem „Ukrzyżowanie” z XVIII w.
- zespół pałacowy z 2. poł. XVIII - XIX wieku, w skład którego wchodzą:
  - rokokowy pałac zbudowany w l. 1775-1780 oraz w 1. i 2. ćw. XIX w., nr rej. 228 z dnia 15 stycznia 1960 r. Wzniesiony przez Krzysztofa von Doeberwitz, który kupił majątek Darskowo w 1775 r. Obecnie funkcjonuje tu Dom Pomocy Społecznej[5].
  - park krajobrazowy z XVIII w. z pomnikowymi drzewami[6], nr rej. 1 153 z dnia 23 marca 1982 r.